# Пабло Пикасо
Пабло Руиз Пикасо (шп. Pablo Ruiz Picasso, Малага, 25. октобар 1881 — Мужин, 8. април 1973) био је свестрани шпански уметник. Пикасо је један од водећих и најпознатијих сликара, вајара, цртача и графичара 20. века, који је највећи део своје каријере провео живећи и радећи у Француској. Био је доминантна личност у ликовним уметностима прве половине 20. века и покренуо је иницијативе за многе револуционарне промене у модерној уметности. Мада се његово дело обично дели на више периода, те поделе су донекле арбитрарне, пошто је његова стваралачка енергија и машта била таква да је често истовремено радио на богатом репертоару тема и у различитим стиловима. Сам Пикасо је то овако објаснио: „Многе различите начине које сам користио у мојој уметности не треба сматрати еволуцијом, нити корацима према неком непознатом идеалу сликарства. Када сам имао нешто да изразим, то сам радио без размишљања о прошлости или будућности. Не верујем да сам користио радикално различите елементе у различитим начинима мога сликарства. Ако је предмет којим сам се у датом тренутку бавио сугерисао друкчије типове израза, нисам оклевао да их усвојим.”
Уз Жоржа Брака, један је од оснивача ликовног правца кубизам.
Пикасо је демонстрирао изузетни уметнички таленат током својих раних година, сликајући у натуралистичком маниру током свог детињства и младости. Током прве декаде 20. века, његов стил се променио док је експериментисао са различитим теоријама, техникама и идејама. Након 1906, фовистички рад нешто старијег уметника Анрија Матиса је мотивисао Пикаса да истражи радикалније стилове, чиме је започело плодно ривалство два уметника. Њих су накнадно критичари често упоређивали као вође модерне уметности.
Пикасов рад се често карактерише по периодима. Док су називи многих његових касних периода предмет дебата, најшире прихваћени периоди његовог рада су плави период (1901–1904), ружичасти период (1904–1906), период афричког утицаја (1907–1909), аналитички кубизам (1909–1912), и синтетички кубизам (1912–1919), који се исто тако назива и кристалним периодом. Знатан део Пикасовог рада током раних 1910-их и раних 1920-их је у неокласичном стилу, док је његов рад средином 1920-их често карактерисан надреализмом. Његови каснији радови су често комбинација елемената његових ранијих стилова.
Изузетно плодан током целог свог живота, Пикасо је остварио универзални углед и огромно богатство за своја револуционарна уметничка достигнућа, и постао је једна од најпознатијих фигура у уметности 20. века.

## Биографија
Пабло Пикасо је био син Хосеа Руиза Бланка, професора цртежа и мањег сликара шпанског жанр сликарства, и Марије Пикасо Лопез. Његово неуобичајено интересовање за цртеж је почео врло рано, негде у 11 години, када је постао ученик свог оца у Коруњи, где се породица преселила 1891. године. Од тог момента његов таленат и интересовање за експериментисање и развијање сопственог ликовног израза, помаже му да врло брзо превазиђе уметничке способности свога оца. У Коруњи, Пикасов отац је одлучио да подреди своје уметничке амбиције сину, доводећи му моделе и подржавајући га у остварењу његове прве изложбе када је имао само 13 година.
Породица Руиз-Пикасо се сели  у Барселону 1895. године и Пабло се уписује у Љочу (кат. La Llotja), локалну уметничку школу, где је његово отац већ добио посао као професор цртања. Сви у породици су се сложили да Пабло може да постане академски сликар, а 1897. године, његова слава у Шпанији је ишла у прилог очекивањима, пошто је те године његова слика Наука и милосрђе за коју је његов отац био модел доктора, добила почасну награду у Мадриду на изложби Краљевске академије Сан Фернандо.
Шпански главни град је био очигледно следећа станица за младог уметника, гдје би могао да стекне признање и испуни очекивања својих родитеља. Пабло Руиз одлази за Мадрид и уписује се у Краљевску академију Сан Фернандо, јесени 1897. године. Али убрзо оцењује наставу на Академији испод очекиваног нивоа и проводи време цртајући и сликајући свакодневницу која га окружује: кафића, улица, бордела, итд. У Праду открива шпанско сликарство и пише: „Музеј је предиван. Веласкез је прва класа; моју пажњу привлаче одлични портрети Ел Грека, али Муриљо није уверљив у свакој од својих композиција”. Дела ових и других уметника су оставила снажан утисак на Пикаса и такође постала путоказ у различитим моментима његове дуге каријере. Гоја је био уметник чија дела је Пикасо нарочито копирао у Праду 1898. године (портрет тореадора Пепеа Ила и цртеже за једну од графика из Гојине серије Каприци).
По повратку у Барселону, изнајмио је атеље и прикључио се боемском и интелектуалном животу града који је тада био концентрисан око кафане „Четири мачора” (Els Quatre Gats). У октобру 1900. године први пут је посетио Париз, а тада је већ био усвојио широк спектар различитих утицаја. Између 1900. и 1904. године наизменично је боравио у Барселони и Паризу и то је време када су настала његова дела тзв. „плавог периода”, чија су тема сиромашни и маргинализовани. Расположење које на тим сликама превладава је једна сентиментална меланхолија изражена хладним и етеричним плавим тоновима као на пример у слици Живот  (La Vie; 1903, Кливлендски музеј уметности). У то време је такође створио неколико снажних бакрописа сличног расположења (Скромни оброк, 1904. године).
Године 1904. Пикасо се дефинитивно настанио у Паризу и врло брзо је постао члан круга авангардних уметника и писаца. Кратки период из 1904–05. године је познат као „ружичасти” (понегде и као „циркузантски период”). Предоминирајуће плаве тонове ранијих радова сада су заменили ружичасти и сиви, а расположење на сликама је мање оскудно у изразу. Његови омиљени субјекти за ове слике су акробате и плесачи/ице, посебно лик харлекина. Анрија Матиса је упознао 1906. године, и иако се чини да је обожавао дела фовиста, није делио њихово интересовање за декоративну и експресивну употребу боје (уистину његово дело показује мало пажње посвећене боји и далеко више форми, а значајно је и да је – за разлику од многих тадашњих сликара – волео да ради ноћу под вештачким светлом). До 1909. године делио је атеље са другим уметницима и разним друштвеним бунтовницима у разузданој париској четврти Бато-Лавуа. Његово дело је брзо привукло пажњу важних колекционара, мада није излагао ни у једном од уобичајених салона. Амерички пар Гертруд и Лио Стајн, Немац Вилхелм Уде и Рус Сергеј Шукин су 1905-06. године били главни купци његових слика, а 1907. године продају његових дела је преузео немачки писац, колекционар и трговац уметничким делима Данијел-Хенри Канвајлер.
Период око 1906–07. године се понекад назива Пикасов „црни (афрички) период”, због утицаја афричке скулптуре на његово дело. Сезан је био други велики утицај, када се Пикасо усмерио на анализу и поједностављење форме. Овај процес је кулминирао Госпођицама из Авињона (1906–07; МоМА, Њујорк), сликом у којој је дисторзија форме фигура била подједнако силовита побуна против сликарске традиције као и слике фовиста силином боје. На слици је пет нагих жена злокобног изгледа, а име Госпођице из Авињона је у шали предложио Андре Салмон, коментаришући њихову сличност са проституткама из улице Авињон (Carrer d’Avinyó) у Барселони. У то време сликом су били запрепашћени чак и други авангардни уметници, укључујући Матиса и Дерена. Једном приликом, и коментаришући слику са Канвајлером, Дерен је изјавио: „Било који дан Пикасо ће се обесити ужетом иза ове слике”. Након негодовања колега и сличних коментара, Пикасо је слику скинуо с рама и чувао је у ролни у углу атељеа. Јавно је изложена тек деценију касније, 1916. године, а само се једном појавила као репродукција у штампи пре 1925. године. Данас, не само да се сматра кључним делом Пикасовог личног уметничког развоја, већ и најважнијим појединачним делом за развој сликарства с почетка 20. века.
Госпођице из Авињона су огласиле настанак кубизма, који је Пикасо развио у блиској сарадњи са Жоржом Браком и касније Хуаном Грисом, у периоду од 1907. до почетка Првог светског рата. Од 1912. године, Пикасо је почео да уграђује елементе колажа у своје слике и дао је подједнак допринос модерној скулптури стварајући оригинална дела комбиновањем нађених и одбачених предмета свакодневнице; на пример у делу Гитара (1912; Музеј Пикасо у Паризу), сачињеном од картона, папира и жица. Скулптуре овог типа је обично радио малих димензија, али је идеју убрзо развио на амбициознији начин, на пример у скулптури обогаћеној бојом Чаша абсинте (1914).
Неки тврде да је револуција у скулптури била далекосежнија од оне у сликарству. Енглески вајар Питер Хајд је у лето 1999. године за Едмунтон ревју изјавио: „Пикасо је узео резервно ребро од кубистичког колажа и изумео апстрактну скулптуру, којом је разбио монолит који је доминирао скулптуром још од Вилендорфске Венере.” Владимир Татлин је посетио Пикаса 1914. године, и инспирисао се његовим скулптурама за стварање конструктивизма.
Током Првог светског рата Пикасо је наставио да ради и ствара у Паризу, али је 1917. године са својим пријатељем Жаном Коктоом отпутовао у Рим да ради као дизајнер костима и сцене за руски балет Парада чији је продуцент био Дјагилев. Ту се заљубио у једну плесачицу балета, Олгу Коклову којом се венчао 1918. године. По повратку у Париз, пар се преселио у модернији део града, и тако је Пикасо оставио за собом боемски живот из младости. Посета Италији је била важан фактор за увођење врсте монументалног неокласицизма, који постаје једно од најистакнутијих обележја Пикасовог дела раних 1920-их (Мајка и дете, 1921; Уметнички институт Чикага), али у овом тренутку се такође прикључио настајућем надреализму – Андре Бретон га је заиста помињао као једног од покретача надреализма. Мера значаја његовог кубистичког дела за надреализам је у томе што би га различите групе могле разумети и као пролаз у свет ирационалног и снова, али и као својеврсну анализу и синтезу форме. Оба читања имају смисла поводом различитих аспеката Пикасових уметничких постигнућа.
Након релативно спокојног периода неокласичних слика, који ће трајати пар година, Пикасо је почео да ствара силовито експресивна дела, пуна емоционалне напетости, тескобе и очаја. Ова фаза почиње са Три плесачице (1925, Галерија Тејт), сликана у време када је његов брак са Олгом постајао извор све већег незадовољства и фрустрације (Пикасо није могао да се разведе, па је званично остао у браку све до Олгине смрти 1955; поново се оженио 1961. године). Фигуре три плесачице у природној величини агресивно су изобличене у једној дивљој пародији на класични балет. Неки ову слику сматрају „прекретницом у Пикасовој уметности готово једнако радикалном као у случају протокубистичких Госпођица из Авињона”. Након ове слике, његово интересовање се усмерило на митолошки лик Минотаура, а упоредо је сликао и серије на тему „Умирућег коња” и „Жене у плачу”. Овај период је кулминирао његовим најпознатијем делом, Герником (1937, Центар уметности краљице Софије, Мадрид), рађеном за шпански павиљон Светске изложбе у Паризу, 1937. године, у којој је изражен ужас и одбојност према бомбардовању баскијске престонице Гернике, које су извели немачки савезници генерала Франка током Шпанског грађанског рата. Пратиле су је бројне друге слике које нападају окрутност и деструктивност рата, укључујући дело Кућа Чарнел (1945, МоМА, Њујорк), у знак сећања на шпанске жртве холокауста.
У Барселони, где је похађао школу, као и у Мадриду, где је био свакодневни посетилац музеја Прадо, занимало га је све у вези са сликарством, а сањао је и о Паризу, где напокон стиже у октобру 1900. године.
У историји сликарства мало је „државних удара” који се могу мерити с оним што га је Пабло Пикасо остварио 1907. године, када је својим запањеним пријатељима показао Госпођице из Авињона, слику на којој је свет проститутки представио као у разбијеном огледалу. Пикасо је био покретач и инспиратор сликарских смерова као што су кубизам и сугестивни експресионизам који представљају прави револуционарни преврат у модерној ликовној уметности.
Женио се два пута и имао је много љубавница. Био је отац четворо деце. Посљедње дете, Палому, добио је у својој 68. години.
Паралелно са сликарством Пикасо се посвећивао и скулптури, пре свега у годинама око 1907. када је стварао под утицајем кубизма, затим око 1930. године и у другим раздобљима његовог стварања.
Пикасо је направио преко 6000 слика, скулптура и цртежа. Његове слике данас вреде милионе.
Умро је 1973. када му је отказало срце за време напада грипа.

## Пацифизам
Пикасо је за време Шпанског грађанског рата, Првог светског рата, и Другог светског рата остао неутралан и није био ни на једној страни и није ратовао. Никаква политика није битно и трајно утицала на њега и ако је једно време био и у Комунистичкој партији, али је после Стаљина одступио из ње јер је био критикован.
Пикасо о томе није никада говорио, али је подржавао мисао да је био пацифиста.

## Пикасово дело
Пикасово дело се сврстава у неколико фаза и ако су поједина раздобља у његовом делу предмет спорова. Може се узимати да су то била: плаво раздобље (1901–1904), ружичасто раздобље (1905–1907), доба под утицајем афричке примитивне уметности (1908–1909), аналитички кубизам (1909—1912), синтетички кубизам (1912—1919).
Између година 1939. и 1940. се у Њујорку одржавала велика ретроспективна изложба Пикасовог дела и том приликом се показао целокупан распон његовог дела и многи теоретичари уметности су исправили своја мишљења о његовом делу.

### Пре 1901. године
Пикасо је учио од свог оца пре 1880. године сликарству и на његовим првим делима се може запазити академски реализам а нарочито на сликама око 1896. године и слици на којој је његова сестра Лола. Године 1897. је сликао под утицајем симболизма. После тога је настало доба које се по некада зове "модернистичко“.

### Плаво раздобље
Године 1900. једна од Пикасових слика је била изложена у Шпанском павиљону Универзалне изложбе у Паризу. Са деветнаест година је први пут путовао у француску престоницу са својим пријатељем и колегом сликаром Карлесом Касажемасом. Пикасо, који је слабо говорио француски, ступио је у везу са заједницом углавном каталонских уметника у Паризу и убрзо је нашао добротворе код два маршанта, Педра Мањака, земљака Каталонца, и Берте Вајл, такође ране колекционарке Матисових дела и прве европске галеристкиње. Берта је продала прву велику Пикасову слику направљену у Паризу, Млин Галет (Le Moulin de la Galette), живописну студију тесно збијених фигура у чувеној плесној дворани на Монмартру. Иако је без сумње познавао Реноарову импресионистичку интерпретацију исте теме, Пикасо је одбацио њен сунцем прошарани амбијент у корист ноћног и знатно злокобнијег погледа. Ова студија фигура на вештачком светлу има везе са мрачним, тенебристичким сценама типичним за велики део шпанске уметности у то време, али загушљива атмосфера подсећа на дело Дегаа или Тулуз-Лотрека, обојице оштроумних хроничара живота у париским кафеима.
Пикасов пријатељ Касажемас пао је у неповратно очајање због неуспеле љубави након што су се уметници вратили у Шпанију. На крају се вратио у Париз без Пикаса и, пред својим пријатељима, упуцао се у ресторану. Пикасо је има грижу савести јер је напустио Касажемаса, а касније је тврдио да је смрт његовог пријатеља подстакла суморне слике његовог Плавог периода. Између 1901. и 1904., и у Барселони и у Паризу, Пикасо је користио претежно плаву палету у многим делима за портретисање фигура и тема које изражавају људску беду – често глад и хладноћу, тешкоће које је сам доживљавао док је покушавао да се наметне као сликар. Танке, ослабљене фигуре шпанског маниристичког сликара Ел Грека из шеснаестог века нашле су одјека у овим Пикасовим делима, као и цела историја шпанског религиозног сликарства, са нагласком на патњу и физичко мучење. 
Најзначајније дело овог периода је слика Живот (La Vie, 1903), велика алегоријска композиција коју је Пикасо насликао у Барселони, и за коју је спремио неколико скица. Мршави пар са леве стране приказује Казажемаса и његову љубавницу, иако конзерваторски рендгенски снимци откривају да је мушка фигура првобитно била аутопортрет. Њих строго гледа жена са десне стране која држи бебу, произашла из скица затвореница које је Пикасо цртао у париском женском затвору (где је могао да користи бесплатне моделе), многе од којих су биле проститутке и неретко боловале од венеричних болести. Жена са огртачем с десне стране, поседује ванвременски изглед мадоне, отелотворујући тако у једној фигури контрадикторни поглед на жену као светицу или заводницу, напетост која је такође стереотипна у симболистичким сликама тзв. „фаталне жене” (femme fatale). У својој сличности са посрамљеним Адамом и Евом, љубавници (као и њихов еквивалент приказан на још једној слици иза њих) такође пружају једно религиозно читање. Прожимајућа нијанса плаве претвара месо у хладну, камену супстанцу и истовремено употпуњује меланхоличну атмосферу коју стварају фигуре. У пролеће 1904. Пикасо се коначно настанио у Паризу и није се више враћао у Барселону. Уселио се у стамбену зграду на Монмартру који су његови пријатељи прозвали Bateau Lavoir  („чамац вешерница”; по незграпним баржама за прање веша уз обалу Сене), која је на крају постала позната управо по томе што је Пикасо у њој живео. До 1909. Пикасо је живео и радио у Бато Лавоару усред нарастајућег круга пријатеља: сликара, песника, глумаца и критичара, укључујући оданог Макса Жакоба, који ће умрети у концентрационом логору током Другог светског рата, и песника Гијома Аполинера, који ће постати књижевни апостол кубизма.
Међу првим делима које је Пикасо направио по доласку у Париз 1904. је сабласни пастел у коме жена гротескно издужених прстију и погрбљених рамена љуби гаврана. Тема евоцира Едгара Алана Поа, омиљеног писца међу париским уметницима с краја века (fin-de-siècle), посебно Одилона Редона, чији су изузетни пастели можда били извор за овај Пикасов. Модел за Жену са гавраном била је познаница која је обучила своју птицу кућног љубимца да скупља мрвице са подова монмартрског кабареа радничке класе „Спретни зец” (Lapin Agile), који у то време посећују уметник и његова пратња. Њена скелетна форма сликана је топлим тоновима на хладнијем модром позађу чиме меланхолично расположење плавог периода уступа место новим темама и топлијим тоналитетима који карактеришу следећу фазу Пикасовог дела, наиме његов ружичасти период.
Плави период је термин који се користи за дефинисање дела шпанског сликара Пабла Пикаса између 1901. и 1904. када је сликао у суштини монохроматске слике у нијансама плаве и плаво-зелене, само повремено загрејане другим бојама. Ови мрачни радови, инспирисани Шпанијом, али сликани у Паризу, сада су нека од његових најпознатијих дела.
Почетак овог периода је неизвестан, можда у Шпанији у пролеће 1901, односно у Паризу у другој половини године. Чест је избор аскетских боја и тужних субјекта — проститутки, просјака и пијаница. Пикасо је био под утицајем путовања кроз Шпанију и самоубиства свог пријатеља Карлоса Касажемаса. Сам Пикасо се касније присећао:
Почео сам да сликам плавом бојом када сам сазнао за смрт Касажемаса.
Иисторичар уметности Елен Секел је написала:
… не смемо изгубити из вида хронологију догађаја: Пикасо није био ту када је Касажемас извршио самоубиство у Паризу … Када се Пикасо вратио у Париз, у мају, он је остао у атељеу свог пријатеља, где је радио још неколико недеља да се припреми за своју изложбу у галерији Волар.
Радови које је Пикасо сликао за своју изложбу у галерији Амброаза Волара, тог лета, су генерално окарактерисани „блиставим палетама и бујним предметима”.
У другој половини 1901, плави тонови су почели да доминирају на његовим сликама. Он је насликао неколико посмртних портрета Касажемаса, што је кулминирало суморном алегоријском сликом „Живот”, сликану 1903. Исто расположење прожима познату графику „Скромни оброк” (1904), која приказује слепог човека и жену која види — обоје изгладнели, седећи за голим столом. Слепило је стална тема у Пикасовим делима овог периода, такође заступљено у „Оброку слепца” и у портрету „Целестина” (1903). Други чести предмети укључују женске актове и мајке са децом.
Вероватно његов најпознатији рад из овог периода је „Стари гитариста”. Пикасов плави период је наследио његов ружичасти период.

### Ружичасто раздобље
За ружичасто раздобље (1905–1907) је карактеристичан веселији прилаз и израз са топлим наранџастим и ружичастим бојама а као мотив се опет јавља арлекин. Године 1904, упознао је Фернанду Оливије и она као и француски сликари дали су печат његовом делу у ово доба.
Године 1905. и 1906. Пикасо је био заокупљен темом акробатских извођача који су путовали од града до града, наступајући на импровизованим позорницама. Названи акробате (saltimbanques), ови путујући забављачи су често одјевени као Арлекин и Пјеро, кловновски ликови из италијанске традиције commedia dell’arte који се такмиче за љубавну пажњу Колумбине. Ове теме су биле популарне у Француској и Шпанији у књижевности и сликарству деветнаестог века, а Пикасо је свакако познавао сликовне варијације на тему уметника као што су Домије и Сезан. Његово садашње интересовање за циркуске теме подстакнуто је честим посетама Циркусу Медрано, постављеном у близини његовог тадашњег атељеа на Монмартру.

### Афричко доба
На почетку Пикасовог афричког доба (1907–1912) стоји његова позната слика „Госпођице из Авињона“ која је инспирисана предметима који су донесени из Африке (нарочито на две фигуре те слике) и ово дело води равно ка добу и стилу кубизма.

### Аналитички кубизам
Аналитички кубизам (1909–1912) је стил који је разрадио Пикасо заједно са Жорж Браком. Оба сликара употребљавају тамне браон тонове и оба сликара сликају тако као да посматрају предмете из више углова одједанпут. Ради се о кретању очне тачке која је до тада у уметности увек била непокретна. У то су доба слике Пикаса и Брака јако сличне.
Аналитички кубизам се одликује декомпозицијом- разлагањем реалности у поједине погледе који су симултано представљени у једној површини. Ка својим експериментима су се одлучивали за једноставне облике предмета који су омогућавали погледе са стране, одозго и слично.

### Синтетички кубизам
Синтетички кубизам (1912–1919) је даљи степен у развоју кубизма. Уметник на слике лепи комаде папира, често и тапете, новинску хартију и то је појава првог колажа у уметности.
Синтетички кубизам се одликовао слободним компоновањем реалних облика у равни слике и тежњом да се развију колажи. То је била реакција на почетне токове нефигуративне уметности, која је рушила композициони ред слике а такође и на фовизам и његову декоративност.

### Класицизам и надреализам
После Првог светског рата Пикасо ствара у неокласицизму и овај повратак „ка реду“ се опажа код многих уметника двадесетих година 20. века и његова дела тога доба црпе из дела Енгра, француског класицисте.
У тридесетим годинама 20. века његовог арлекина је заменио минотаур, што се сматра споном између надреализма, као у слици Герника, једне од његових најпознатијих слика, која је обележила бомбардовање шпанске Гернике од стране Немаца.
Његова муза у то време била је Дора Мар.

### Позно дело
Пикасо је био један од 250 скулптора који су излагали у Филаделфији 1949. године. У педесетим годинама 20. века се Пикасов стил опет променио, када је створио интерпретације по делима старих мајстора сликарства, Веласкеза, Гоје, Пусена, Манеа, Курбеа и Делакроа.
Пикасово касно дело је смеса различитих стилова сликарства и он се мењао до краја свога живота. Његови радови у његово доба нису били признавани и он је доживео признање као уметника који је био далеко изнад свога времена тек касније.
Пикасо је најплоднији сликар свих времена. Према Гинисовој књизи рекорда направио је око 13.500 слика, 100.000 графика, 34.000 илустрација за књиге, и 300 скулптура. Укупна вредност његовог рада је 1973. године процењена на 750 милиона долара.

## Пикасова уметничка филозофија
Познато је да је Пикасо створио импозантан број уметничких дела: слика, цртежа, скулптура, керамичких дела, графика и илустрација за књиге. Много је писано о томе како је уопште било могуће да један уметник створи толики опус. Чак је и на многим сликама откривено радиографијом да су неретко пре коначне испод постојале и друге верзије једне исте слике. Понекад и три, четири. Други пут је просто сликао по некој слици са којом није остао задовољан. Неки то приписују чињеници да је дуго живео, а други да је био непоправљиви радохоличар, да је радио дан и ноћ. Међутим, једна од занимљивијих интепретација поред поменутих, је да је од почетка развио и ослањао се на визуелну меморију (или памћење).
У једном интервјуу његов син Клод Пикасо је казао да Пабло Пикасо скоро никада није користио модел за своје слике (или скулптуре), чак ни када су у питању мртве природе и портрети. „Све је долазило из његове главе”, изјавио је. Овде је илустративна Пикасова изјава: „Требало ми је тек четири године да научим да сликам као Рафаел, а читав живот да научим да сликам као дете.” Визуелно памћење омогућава уметнику да ствара слободно, без ограничења и условљености било којим моделом или узором из природе. Деца све стварају на основу свог визуелног памћења које уопште не мора одговарати стварности. Тако је могуће испунити цртежима једну књигу скица практично за један дан, као што је Пикасо неретко и чинио.
То уопште не значи да је све што се створи аутоматски и врхунско уметничко дело, већ да је експеримент неограничен, или боље речено, неусловљен, било каквим ограничењима у продукцији, што омогућује да се створи неограничен број верзија једне исте теме, или развије више различитих идеја, које уметник касније разврстава и одабире оне најбоље за даље напредовање у процесу стварања. Случајност овде игра важну улогу и стога је врло илустративна позната Пикасова изјава у којој каже: „Ништа не тражим, већ све што ми треба ја то нађем”.

### Пикасо о уметности
На моју несрећу — а можда и на моју срећу — ја ствари третирам према ономе што волим. Каква жалосна судбина за сликара који воли плавуше али их не ставља у своје слике јер се не слажу с корпом воћа! Каква мука за сликара који мрзи јабуке а мора цело време да их слика јер се слажу са столњаком! Ја у моје слике стављам све што волим. Утолико горе по ствари, оне морају саме да се слажу једна с другом.
Раније су слике у етапама напредовале према потпуном довршењу. Сваки дан би доносио нешто ново. Слика је била збир додавања. Код мене, слика је збир разарања. Ја насликам слику а онда је разарам. Али, у крајњој линији, ништа није изгубљено; црвено које сам уклонио с једног места, појави се на неком другом месту.
Било би врло необично забележити помоћу фотографије не фазе слике него њене метаморфозе. Можда би човек тако схватио пут којим иде ум да би свој сан оваплотио у конкретној форми. Али најчудније је, заиста, то што се слика у основи не мења, што упркос изгледу почетна визија остаје готово недирнута. Често видим светлост и сенку, кад их ставим у слику, чиним све што могу да их уништим додавањем боје која ствара супротан ефекат. Кад је дело фотографисано, схватим да оно што сам насликао, да бих исправио моју првобитну визију, ишчезава и да најзад утисак који даје фотографија одговара мојој оригиналној визији која је претходила трансфорамцијама које је спроводила моја воља.
Волео бих да могу да спречим људе да икад виде како је настајала моја слика. Зашто би то било важно? Ја само желим да емоција буде једина ствар којом зрачи моја слика.
Апстрактна уметност је само сликање. И шта је ту толико драматично?
Апстрактна уметност не постоји. Човек увек мора од нечег да почне. После тога може да се уклони свака сличност са стварношћу; више нема никакве опасности пошто је идеја предмета оставила неизбрисив траг. Предмет је тај који је узбудио уметника, подстакао његове идеје и узбуркао му осећања. Те идеје и осећања биће заувек заробљени у његовом делу; ма шта радили, они никада неће моћи да побегну са слике; они су њен интегрални део чак и кад се њихово присуство више не може да примети. Хтео не хтео, човек је део природе; она му намеће свој карактер и изглед. У мојим сликама Динара, као и Пурвила, изразио сам мање-више исту визију. У њима се може приметити колико се разликује атмосфера слике сликане у Бретањи од оне сликане у Нормандији, где се препознаје светлост дијепских литица. Ја ту светлост нисам копирао, нисам нарочито ни обраћао пажњу на њу. Она ме је, напросто, окупала; моје очи су је виделе и моја подсвест је забележила ту визију; рука је само сачувала сензацију. Против природе се не може ићи. Она је јача и од најјачих људи! Нама је потпуно у интересу да се добро слажемо с њом. Можемо себи да допустимо извесне слободе; али само у детаљима.
Нема ни фигуративне ни нефигуративне уметности. Све ствари нам се приказују као форме. Идеје су чак и у метафизици изражене формама, онда замислите колико би било апсурдно мислити о сликарству без слике облика. Лик, предмет, круг, све су то форме; оне утичу на нас с мање или више снаге. Неке су ближе нашим осећањима и узбуђују емоције, што дира наше афективне способности; неке се више обраћају интелекту. Ја морам да прихватим све, пошто мој ум има исту толику потребу за емоцијама као и моја чула. Зар мислите да ме не занима што ова слика представља две прилике? Те две прилике су постојале, оне више не постоје. Њихов изглед ми је дао почетну емоцију, мало-помало њихово присуство је постало нејасно, постале су за мене фикције, онда су ишчезле или, још боље, претвориле су се у разноврсне проблеме. Оне за мене нису више две прилике него облици и боје, али немојте погрешно да ме разумете, облици и боје које обухватају идеју двеју прилика и задржавају вибрацију њиховог постојања.
Уметник је стециште емоција које потичу одасвуд: са неба, из земље, с комада хартије, од пролазника, од паукове мреже. Зато не сме да се прави разлика међу стварима. За њих не постоји аристократска четврт. Ствари морамо да узмемо онакве какве налазимо, осим у сопственом делу. Ужасавам се да копирам себе, али кад ми, на пример, покажу свежањ старих цртежа, не оклевам да узмем од њих што год хоћу.
Кад смо радили кубистичко сликарство, намере нам нису биле да створимо кубистичко сликарство, него да изразимо оно што је било у нама. Нико нам није рекао шта да радимо, а наши пријатељи песници су пажљиво пратили наше напоре, али нам никад нису диктирали. Неким данашњим младим сликарима често покажу стазу којом треба да иду, и они се само баце на то да као добри ђаци тачно изврше свој задатак.
Академско учење о лепоти је лажно. Заведени смо, и то толико да више не можемо да пронађемо ни сенку истине. Лепоте Партенона, Венере, Нимфе и Нарциса су саме лажи. Уметност није примењивање канона лепоте, већ оно што нагон и ум могу да схвате независно од тог канона. Кад волиш жену, не узимај инструмент да јој мериш тело, волиш је својим жељама, а људи су ипак учинили све да уведу канон чак и у љубав. Истини за вољу, Партенон је само један подупирач на који је стављен кров; колонаде и скулптуре су додаване јер је у Атини било људи који су радили и хтели да се изразе. Није важно шта уметник ради, него шта је он. Сезан ме никада не би заинтересовао да је живео и мислио као Жак-Емил Бланш, чак и да је јабука коју је насликао била десет пута лепша. Нас занима Сезанова тежња, његово учење, Ван Гогова патња, укратко, унутрашња човекова драма. Остало је лажно.
Свако хоће да разуме сликарство. Што не покушају да схвате песму птица? Зашто воле ноћ, цвет, све што окружује довека, а не покушавају да то схвате? А што се сликарства тиче, то желе да разумеју. Нека пре свега схвате да уметник ради из потребе; да је и он један безначајан елемент света коме не треба приписивати већи значај него толиким другим стварима у природи које нас очаравају, али које не објашњавамо себи. Пре извесног времена ми је Гертруда Стајн, врло радосна, рекла да је најзад схватила шта представља моја слика: три музичара. А то је била мртва природа.
Како се може очекивати да посматрач доживи моју слику онако како сам је ја доживео? Слика ми се појави много пре него што је насликана; ко зна колико раније сам је ја осетио, видео и насликао је, па чак следећег дана ни ја не схватам шта сам начинио. Како може неко да продре у моје снове, нагоне, жеље и мисли, којима је требало много времена да се и сами уобличе и да изађу на површину, а још мање да схвати шта сам ту насликао, можда против своје воље.
Делови из разговора с Кристијаном Зервсом, Боажлу, зима 1934.
Женевјев Лапорт, једна од жена у Пикасовом животу, написала је књигу под насловом Пикасова тајна љубав, у којој представља Пикасове идеје и ставове о уметности док је био с њом. „Разговарали смо о младим уметницима: „Млади уметници мисле да је довољно радити оно што сам и ја радио у њиховим годинама: ћаскати, пити, пушити, ићи у кафане... и чекати да (само тако) стигну слава и успех.” Испустио је дим и полузатворивши очи рекао: „То није истина. Мораш да радиш.”

## Смрт
Пабло Пикасо је умро 8. априла 1973. године у Мужину у Француској, док је са својом женом Жаклином вечерао са пријатељима. Он је сахрањен у Шато Вовенаркесу у близини Екс ан Прованс, поседу који је стекао 1958. године и на коме је боравио са Жаклином од 1959. до 1962. Жаклина Роке је онемогућила његовој деци Клоду и Паломи да присуствују сахрани. Девастирана и усамљена после смрти Пикаса, Жаклина Роке је извршила самоубиству пиштољем 1986. године, у својој 59. години живота.

## Политички погледи
Пикасо је остао по страни од каталанског покрета за независност током своје младости мада је изражавао генералну подршку и био је у пријатељским односима са активистима унутар покрета. Он се није прикључио оружаним снагама за било коју страну или земљу током Првог светског рата, Шпанског грађанског рата, и Другог светског рата. Као шпански држављанин у Француској, Пикасо није био под принудом да се бори против немачке инвазије у два светска рата. (Године 1940. он је поднео молбу за француско држављанство, али је био одбијен по основу његових „екстремистичких идеја које теже ка комунизму“. Та информација није била јавно позната до 2003)
На почетку Шпанског грађанског рата 1936. године, Пикасо је имао 54 године. Убрзо након почетка непријатељстава, републиканци су га именовали „директором Прада, мада у одсуству“, и „он је узимао своје дужности веома озбиљно“, према Џону Ричардсону, снабдевајући средства за евакуацију музејских колекција у Женеву. Рат је пружио подстицај за Пикасов први отворени политички рад. Он је изразио љутњу и осуду Франсиско Франка и фашиста у делу Сан и лаж Франка (1937), које је произведено „специфично ради пропаганде и сакупљања средстава“. Овај надреалистички спој речи и слике је требало да буде продат као низ разгледница ради материјалне помоћи шпанског републиканског покрета.
Године 1944. Пикасо је приступио Француској комунистичкој партији, присуствовао је међународној мировној конференцији у Пољској, и 1950. године је награђен Стаљиновом наградом за мир од стране Совјетске владе. Партијска критика његовог портрета Стаљина из 1953. године као недовољно реалистичног је охладила Пикасов интерес за Совјетску политику, мада је остао лојалан члан комунистичке партије све до своје смрти. Његов дилер, Д-Х. Кахнвејлер, социјалиста, називао је Пикасов комунизам „сентименталним“ пре него политичким, говорећи „Он никад није прочитао ни један ред Карла Маркса, нити Енгелса.“ У интервјуу из 1945. са Џеромом Секлером, Пикасо је изјавио: „Ја са комуниста и моје слике су комунистичке слике... Али ако бих ја био обућар, ројалиста или комуниста или нешто друго, ја не би нужно закуцавао моје ципеле на неки специјалан начин да би исказао моје политичко опредељење.“ Његова посвећеност комунизму, честа међу континенталним интелектуалцима и уметницима тог времена, је дуго била контроверзна тема; значајна демонстрација тога је цитат који се обично приписује Салвадору Далију (са којим је Пикасо имао прилично затегнуте односе):
 Picasso es pintor, yo también; [...] Picasso es español, yo también; Picasso es comunista, yo tampoco.
(Пикасо је сликар, као и ја; [...] Пикасо је Шпанац, као и ја; Пикасо је комуниста, за разлику од мене.)
Током касних 1940-их његов стари пријатељ надреалистички песник, троцкиста и анти-стаљиниста Андре Бретон је био отворенији; одбијајући да се рукује са Пикасом, он му је рекао: „Ја не одобравам ваш улазак у Комунистичку партију, нити становиште које сте заузели о чисткама интелектуалаца након ослобођења“.
Пикасо је био против интервенције Уједињених нација и Сједињених Држава у Корејском рату и то је приказао у раду Масакр у Кореји. Критичар уметности Кирстен Ховинг Кин је изјавио да је то дело било „инспирисано извештајима о америчким злоделима“ и сматра га једним од пикосових комунистичких радова.
Године 1962, он је награђен Лењиновом наградом за мир. Биограф и ликовни критичар Џон Бергер је сматрао да комунисти „траће“ његов таленат. Према дневницима Жана Коктоа, Пикасо му је једном рекао о комунизму: „Ја сам се придружио породици, и као све породице, она је пуна срања“.

## Нека од познатих Пикасових дела
- Дете са голубицом у рукама (збирка леди Аберкомвас, Лондон, 1901)
- Акт од позади (приватна збирка, Париз, 1902)
- Породица акробата (Уметнички институт у Чикагу, 1905)
- Госпођице из Авињона (Музеј савремене уметности Њујорк, 1906 — 1907)
- Акт (Галерија Тејт у Лондону, 1910)
- Портрет Амброаза Волара (Музеј модерне уметности Москва, 1910)
- Жена са гитаром (Музеј модерне уметности Њујорк, 1911 — 1912)
- Мртва природа са лулом (Народна галерија Праг, 1914)
- Виолина (Музеј националне уметности у Паризу, 1914)
- Седећи пјеро (Музеј модерне уметности Њујорк, 1918)
- Огледало (Пикасова збирка, 1932)
- Жена седећа на плажи (Пикасова збирка, 1937)
- Герника (Национални музеј Краљица Софија, Мадрид, 1937)
- Читање (1932)
- Сан (1932)
- Дора Мар са мачком (1941)

## Најскупље слике
- Акт, зелено лишће и биста (1932) - продата 2010. године на аукцији Кристија у Њујорку за 106,5 милиона долара.
- Дечак са лулом (1905) - продата 2004. године на аукцији Сотебија у Њујорку за 104,17 милиона долара.

## Меморија
- Неколико модела аутомобила Цитроен је названо по Пикасу.

### Биографије
- Sabartés Jaime, Picasso: An Intimate Portrait, trans. from Spanish by Angel Flores, 1948., битна биографија, мада управо из ње воде порекло многе легенде о Пикасу.
- Penrose, Roland, Picasso: His Life and Work, прво издање 1958, редиговано 1981 и даље. :::  Биографију је одобрио сâм Пикасо ::: 
  - примерак : archive.org (издање из 1973.)
- Vallentin, Antonina, Picasso, 1963
- Richardson, John, A Life of Picasso (1991, 1996, i  2007), три од четири пројектована тома: битна скорија Пикасова биографија. ::: 
  - примерак 1 : archive.org ::: Volume I: 1881 – 1906, 1992
  - примерак 2 : archive.org ::: Volume I: 1881 – 1906
  - примерак : archive.org ::: The Painter of Modern Life, 1907 – 1917, 1991
  - примерак : archive.org ::: Volume III: The Triumphant Years, 1917 – 1932, 2007)

### Студије и критике
- Hopkins, David (2000). After modern art: 1945-2000. Oxford University Press. стр. 15. ISBN 978-0-19-284234-3.
- Green, Christopher (2003). Art in France: 1900–1940. New Haven, Conn: Yale University Press. стр. 77. ISBN 978-0-300-09908-9. Приступљено 10. 2. 2013.
- Berger, John (1965). The Success and Failure of Picasso. Penguin Books, Ltd. стр. 175. ISBN 978-0-679-73725-4.
- Zabel, William D. (1996). The Rich Die Richer and You Can Too. Wiley. стр. 11. ISBN 978-0-471-15532-4.
- Huffington, Arianna S. (1988). Picasso: Creator and Destroyer. Simon and Schuster. стр. 390. ISBN 978-0-7861-0642-4.
- Ashton, Dore; Pablo Picasso (1988). Picasso on Art: A Selection of Views. Da Capo Press. стр. 140. ISBN 978-0-306-80330-7.
- Gombrich, E. H. Historia del Arte (The Story of Art - оригинални наслов на енглеском) Phaidon Press Limited, 1950, 1958, 1960, 1966, 1972, 1978, 1984, 1989. Gombrich, Ernst Hans (1995). La historia del arte. Istmo. ISBN 978-84-8306-044-5.
- Pintura Española de El Greco a Picasso: el tiempo, la verdad y la historia, T. F. Editores, Madrid. Giménez, Carmen; Serraller, Francisco Calvo (2006). Pintura española de el Greco a Picasso: El tiempo, la verdad y la historia. Sociedad Estatal para la Acción Cultural Exterior. ISBN 978-84-96209-75-6.
- Enciklopedija likovnih umjetnosti, L.Z. FNRJ, Zagreb. 1959.
- Becht-Jördens, Gereon; Wehmeier, Peter M. (2003). Picasso und die christliche Ikonographie: Mutterbeziehung und künstlerische Position. Berlin: Dietrich Reimer Verlag. ISBN 978-3-496-01272-6.
- Berger, John (1989). The success and failure of Picasso. Pantheon Books. ISBN 978-0-679-72272-4.
- Cirlot, Juan Eduardo (1972). Picasso, birth of a genius. New York and Washington: Praeger.
- Cowling, Elizabeth; Mundy, Jennifer (1990). On classic ground: Picasso, Léger, de Chirico and the New Classicism, 1910–1930. London: Tate Gallery. ISBN 978-1-85437-043-3.
- Daix, Pierre (1994). Picasso: life and art. Icon Editions. ISBN 978-0-06-430201-2.
- FitzGerald, Michael C. (1996). Making modernism: Picasso and the creation of the market for twentieth-century art. Berkeley: University of California Press. ISBN 978-0-520-20653-3.
- Granell, Eugenio Fernández (1981). Picasso's Guernica: the end of a Spanish era. Ann Arbor, Mich.: UMI Research Press. ISBN 978-0-8357-1206-4.
- Krauss, Rosalind E. (1999). The Picasso papers. MIT Press. ISBN 978-0-262-61142-8.
- Mallén, Enrique (2003). The visual grammar of Pablo Picasso. New York: Peter Lang. ISBN 978-0-8204-5692-8.
- Mallén, Enrique (2005). La sintaxis de la carne: Pablo Picasso y Marie-Thérèse Walter. Santiago de Chile: Red Internacional del Libro. ISBN 978-956-284-455-0.
- Mallén, Enrique (2009). A Concordance of Pablo Picasso's Spanish Writings. New York: Edwin Mellen Press. ISBN 978-0-7734-4713-4.
- Mallén, Enrique (2010). A Concordance of Pablo Picasso's French Writings. New York: Edwin Mellen Press. ISBN 978-0-7734-1325-2. Приступљено 8. 10. 2010.
- Nill, Raymond M. (1987). A Visual Guide to Pablo Picasso's Works. New York: B&H Publishers.
- Picasso, Olivier Widmaier (2004). Picasso: the real family story. Prestel. ISBN 978-3-7913-3149-2.
- Rubin, William (1981). Pablo Picasso: A Retrospective. Little Brown & Co. ISBN 978-0-316-70703-9.
- Wattenmaker, Richard J. (1993). Great French paintings from the Barnes Foundation: Impressionist, Post-impressionist, and Early Modern. New York: Alfred A. Knopf. ISBN 978-0-679-40963-2.
- Wertenbaker, Lael Tucker (1967). The world of Picasso (1881– ). Time-Life Books. ISBN 9780900658556.
- Jane Fluegel, William Rubin (ed): Pablo Picasso. Retrospective im Museum of Modern Art, New York, Prestel.
- Ulrich Weisner: Picasso. Kerber, Bielefeld. Weisner, Ulrich (1997). Picasso. Kerber. ISBN 978-3-924639-78-5.
- Walther, Ingo F. (1999). Pablo Picasso: 1881 - 1973 ; das Genie des Jahrhunderts (12th изд.). Köln: Taschen. ISBN 978-3-8228-6371-8.
- Carsten-Peter Warncke: Pablo Picasso 1881–1973. Taschen, Köln, Sonderauflage. Warncke, Carsten-Peter (2006). Picasso. Taschen. ISBN 978-3-8228-5025-1.
- David Douglas Duncan: Viva Picasso. Zu seinem 100. Geburtstag. Fritz Molden, Wien. Duncan, David Douglas (1981). Viva Picasso: Zu seinem 100. Geburtstag. Dt. Buch-Gemeinschaft. ISBN 978-3-217-01203-5.
- Kunstmuseum Pablo Picasso Münster (ed): Picasso bei der Arbeit. Durch die Linse von David Douglas Duncan. Wienand, Köln. Duncan, David Douglas; Picasso, Pablo (2011). Picasso bei der Arbeit: Durch die Linse von David Douglas Duncan. Wienand. ISBN 978-3-86832-080-0. Einblicke in Ateliers, Wohnhäuser und Familienleben.
- Quinn, Edward (1987). Picasso − Mensch und Bild. Stuttgart: Pierre Daix, Klett-Cotta. ISBN 978-3-608-76221-1.
- Helge Sobik: Picasso an der Riviera. Feymedia, Düsseldorf. Sobik, Helge (2010). Picasso an der Riviera. ISBN 978-3-941459-11-3.
- Helge Sobik: Picassos Häuser. Feymedia, Düsseldorf. Sobik, Helge (2009). Maisons de Picasso. Feymedia. ISBN 978-3-941459-00-7.
- Kerstin Stremmel (Hrsg. für das Museum Ludwig, Köln): Ichundichundich – Picasso im Fotoporträt. HatjeCantz, Ostfildern. Stremmel, Kerstin (2011). Ichundichundich: Picasso im Fotoporträt ; Rogi André ... ; [anlässlich der Ausstellung "Ichundichundich. Picasso im Fotoporträt", Museum Ludwig, Köln, 24. September 2011 - 15. Januar 2012 ; Museo Picasso Málaga, 5. März - 10. Juni 2012]. Hatje Cantz. ISBN 978-3-7757-3198-0.. .  (spanisch); Fotodokumentationskatalog zur gleichnamigen Ausstellung in Köln (24. September 2011 bis 15. Januar 2012), in Málaga (5. März – 10. Juni 2012) sowie im Museum für Kunst und Gewerbe, Hamburg (21. Juli bis 10. Oktober 2012).
- Marie-Laure Bernadac, Christine Piot, ур. (1989). Picasso. Collected Writings. New York: Abbeville Press. ISBN 978-1-55859-045-8. (französische Ausgabe: Paris 1989).
- Elizabeth Cowling (2006). Visiting Picasso – The Notebooks and Letters of Roland Penrose. London: Thames & Hudson. ISBN 978-0-500-51293-7.
- David Douglas Duncan: Picasso & Lump. Benteli, Zürich. Duncan, David Douglas (2006). Picasso & Lump: A Dachshund's Odyssey. Benteli. ISBN 978-3-7165-1435-1.
- Boris Friedewald (2014). Die Tiere von Picasso. New York. ISBN 978-3-7913-4989-3.. Prestel, München, London.
- Michael Carlo Klepsch: Picasso und der Nationalsozialismus. Patmos, Düsseldorf. Klepsch, Michael (2007). Picasso und der Nationalsozialismus. Patmos. ISBN 978-3-491-35011-3.
- Piet Meyer (ed): Pablo Picasso in Zürich 1932. Piet Meyer, Bern. Giedion, Sigfried (2010). Pablo Picasso in Zürich - 1932. Piet Meyer Verlag. ISBN 978-3-905799-09-5.
- Mariano Miguel Montanés (2004). Pablo Picasso – The Last Years. New York: Assouline Publishing. ISBN 978-2-84323-613-6.